# Рециклиране
Рециклирането (още сметопреработване) е процес, при който отпадъците се преработват така, че да се произведе суровина, която да бъде използвана за производство на нови продукти. Процесът на рециклиране допринася за спестяване на необработените суровини и намаляване на количествата отпадъци и замърсяване на околната среда, поради което технологиите за рециклиране са важни както във финансов, така и в екологичен аспект.